# Menelau (filho de Amintas III)
Menelau foi um filho de Amintas III da Macedónia e sua segunda mulher, Gygaea.
Amintas III teve duas esposas. Com Eurídice, ele teve três filhos, os reis Alexandre II, Pérdicas III e Filipe II, o Grande, e uma filha, Eurynoe. Com Gygaea, ele teve três filhos, Arquelau, Aridaeous e Menelau.
Segundo Juniano Justino, Amintas III era filho de Menelau, irmão de Alexandre I, filho de Amintas I. Esta genealogia, porém, é contestada por alguns historiadores modernos, que preferem chamar o pai de Amintas III de Arrideu.